# Premio Realia de Tradución Literaria

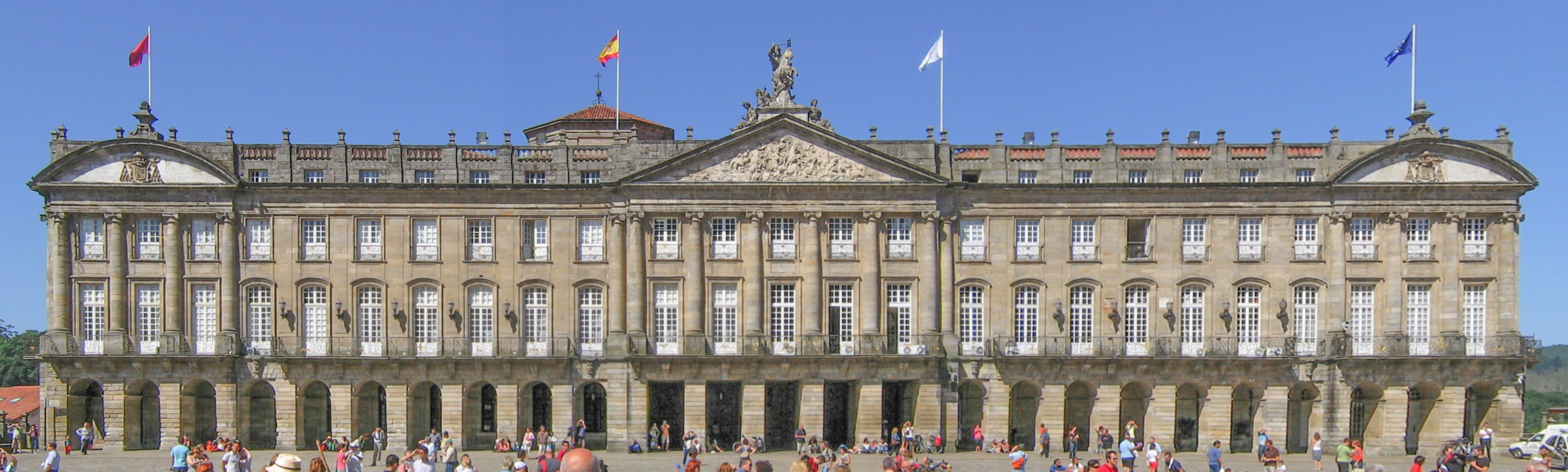
Pazo de Raxoi, Ayuntamiento de Santiago de Compostela

El Premio de Tradución Literaria Realia es un premio literario organizado por Editorial Hugin e Munin en colaboración con el Ayuntamiento de Santiago de Compostela desde 2017.

## Historia y características
La primera edición del premio se celebró en 2017. Pretende distinguir una obra narrativa traducida al gallego de cualquier lengua extranjera y promover y visibilizar el trabajo de los profesionales de la traducción. Tiene carácter bienal y está retribuido con 1.200 €. Otra de las características del premio es que un año después de la publicación de la obra en papel, se publica gratuitamente en BIVIR, la biblioteca virtual gestionada por la Asociación de Tradutores Galegos. 

## Ganadores
| Edición | Año  | Traductor               | Obra                               | Autor             |
| ------- | ---- | ----------------------- | ---------------------------------- | ----------------- |
| Primera | 2017 | Antia Veres             | Detrás da máscara                  | Luisa May Alcott  |
| Segunda | 2019 | Desierto                | -                                  | -                 |
| Tercera | 2021 | Alfonso Blanco Quintela | As consecuencias da vella historia | Georgios Viziinos |
| Cuarta  | 2023 | Desierto                | -                                  | -                 |